# Wonorejo (Pringapus)
Wonorejo is een bestuurslaag in het regentschap Semarang van de provincie Midden-Java, Indonesië. Wonorejo telt 7088 inwoners (volkstelling 2010).